# Kibatalia macrophylla
Kibatalia macrophylla là một loài thực vật có hoa trong họ La bố ma. Loài này được (Pierre ex Hua) Woodson mô tả khoa học đầu tiên năm 1936.